# Barjarg Tower
Barjarg Tower, auch Barjarg House, ist ein Wohnturm 6,5 km südöstlich von Penpont in der ehemaligen schottischen Grafschaft Dumfriesshire, die heute Teil der Council Area Dumfries and Galloway ist. Der Turm mit L-förmigem Grundriss, der vermutlich aus dem Jahr 1680 stammt, ist an ein Landhaus aus dem 19. Jahrhundert angebaut.

## Geschichte
Das Gelände scheint Thomas Grierson 1587 vom Earl of Morton erhalten zu haben. Sein Sohn, John Grierson, und dessen Gattin, Grizel Kilpatrick, ließen den Wohnturm erbauen. Zu den nachfolgenden Besitzern zählten der Richter Charles Erskine, Lord Tinwald, und der Minister Andrew Hunter.

## Architektur
Die Burg wurde seither modernisiert und besitzt heute eine zinnenbewehrte Brüstung, die vermutlich später hinzugefügt wurde. Barjarg Tower hat vier Vollgeschosse und ein Dachgeschoss und wurde aus rotem Bruchstein errichtet.
Historic Scotland hat ihn als historisches Bauwerk der Kategorie B gelistet.